# Hottea moana
Hottea moana är en myrtenväxtart som först beskrevs av Attila L. Borhidi och Onaney Muñiz, och fick sitt nu gällande namn av Attila L. Borhidi. Hottea moana ingår i släktet Hottea och familjen myrtenväxter. Inga underarter finns listade i Catalogue of Life.